# Tunebia tutelina
Tunebia tutelina is een krabbensoort uit de familie van de Xanthidae. De wetenschappelijke naam van de soort is voor het eerst geldig gepubliceerd in 1994 door C. G. S. Tan & Ng als Lybia tutelina.